# Réserve ornithologique de Vikanbukta
La réserve ornithologique de Vikanbukta est une aire protégée norvégienne située à Stjørdal, Trøndelag, et créée en 2008. En 2014, le site a été intégré dans le site ramsar du Trondheimsfjord,.
Vikanbukta est situé entre le port de Stjørdal à l'est et Kleivan à l'ouest. La marée basse découvre une plage faite de sable et de vase de 100-200 m de large sur environ 2000 mètres de long. Cette aire est avant tout une zone de repos pour les oiseaux des milieux humides pendant les migrations du printemps et de l'automne.